# Joseph and the Amazing Technicolor Dreamcoat (1999)
Joseph and the Amazing Technicolor Dreamcoat ist eine Verfilmung des gleichnamigen Musicals von Andrew Lloyd Webber aus dem Jahr 1999.

## Biblische Handlung
Der junge Joseph wird von seinen eifersüchtigen Brüdern in die Gefangenschaft nach Ägypten verkauft. Hier wird er Diener bei Potifar, dem Oberaufseher des Pharao. Dessen Ehefrau versucht, den jungen Mann zu verführen, was dazu führt, dass es in Potifars Haushalt Ärger gibt: Joseph wird ins Gefängnis geworfen. Hier deutet er, der Träume deuten kann, auch jene des Mundschenks und Bäckers des Pharao. Als dieser von Joseph hört, entlässt er Joseph aus dem Kerker und ernennt ihn zu seinem Stellvertreter.

## Filmische Handlung
Die Rahmenhandlung spielt in der Turnhalle einer englischen Grundschule. Eine eingeladene Erzählerin präsentiert die Geschichte von Joseph. In den erzählten Passagen werden die Lehrer und selbst der Direktor zu den Figuren aus der Geschichte. Diese Passagen werden in den Bühnenbildern der Londoner Inszenierung aufgeführt.

## Entstehungsgeschichte
Die in Los Angeles, London und den durch James Bond bekannten Pinewood Studios in England entstandene Low-Budget-Produktion ist für Kinder und Erwachsene gleichermaßen geeignet. Oscar-Preisträger Richard Attenborough als Jakob (engl.: Jacob) und Joan Collins als Potifars Frau (Mrs. Potiphar) konnten für die Produktion gewonnen werden.

## Kritiken
Kino.de wertete: „Farbenfrohe und modernisierte Inszenierung der Josef-Geschichte des Alten Testaments von Andrew Lloyd Webber.“